# Маскута (Іллінойс)
Маскута (англ. Mascoutah) — місто (англ. city) в США, в окрузі Сент-Клер штату Іллінойс. Населення — 8754 особи (2020).

## Географія
Маскута розташована за координатами 38°31′5″ пн. ш. 89°48′1″ зх. д. / 38.51806° пн. ш. 89.80028° зх. д. (38.518094, -89.800159).  За даними Бюро перепису населення США в 2010 році місто мало площу 24,98 км², з яких 24,60 км² — суходіл та 0,39 км² — водойми.

## Демографія
Згідно з переписом 2010 року, у місті мешкали 7483 особи в 2816 домогосподарствах у складі 2035 родин. Густота населення становила 300 осіб/км².  Було 3038 помешкань (122/км²).
Расовий склад населення:
| - 89,6 % — білих - 5,2 % — чорних або афроамериканців - 1,2 % — азіатів - 0,3 % — вихідців з тихоокеанських островів - 0,3 % — корінних американців |

До двох чи більше рас належало 2,8 %. Частка іспаномовних становила 2,8 % від усіх жителів.
За віковим діапазоном населення розподілялося таким чином: 27,1 % — особи молодші 18 років, 61,5 % — особи у віці 18—64 років, 11,4 % — особи у віці 65 років та старші. Медіана віку мешканця становила 35,6 року. На 100 осіб жіночої статі у місті припадало 95,7 чоловіків;  на 100 жінок у віці від 18 років та старших — 91,0 чоловіків також старших 18 років.
Середній дохід на одне домашнє господарство  становив 78 100 доларів США (медіана — 70 366), а середній дохід на одну сім'ю — 87 156 доларів (медіана — 80 597). Медіана доходів становила 53 438 доларів для чоловіків та 38 143 долари для жінок. За межею бідності перебувало 9,6 % осіб, у тому числі 11,4 % дітей у віці до 18 років та 1,5 % осіб у віці 65 років та старших.
Цивільне працевлаштоване населення становило 3529 осіб. Основні галузі зайнятості: освіта, охорона здоров'я та соціальна допомога — 24,7 %, публічна адміністрація — 13,0 %, роздрібна торгівля — 12,3 %.